# Yelmer Buurman

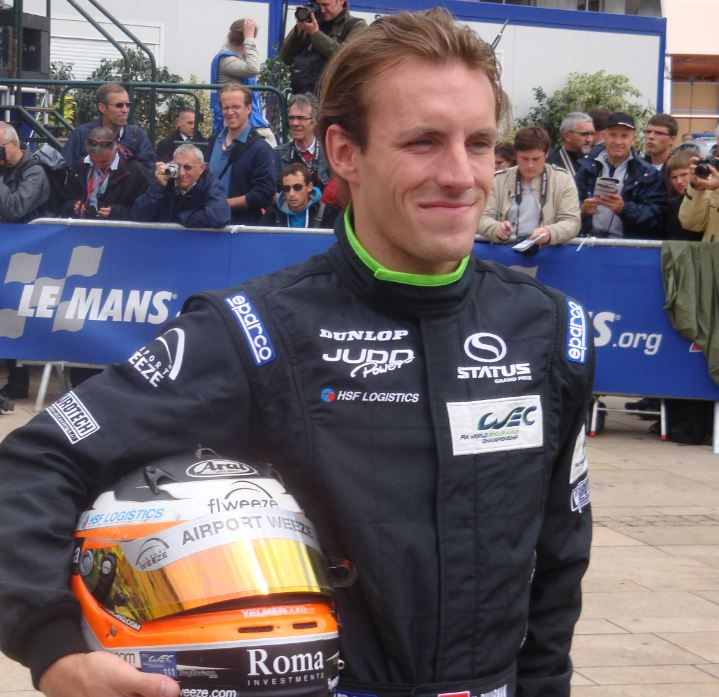
Buurman Le Mans-ban (2012)

Yelmer Evert Frans Buurman (1987. február 19.) holland autóversenyző, a 2008-as Superleague Formula autóverseny-sorozat ezüstérmese.

## Pályafutása

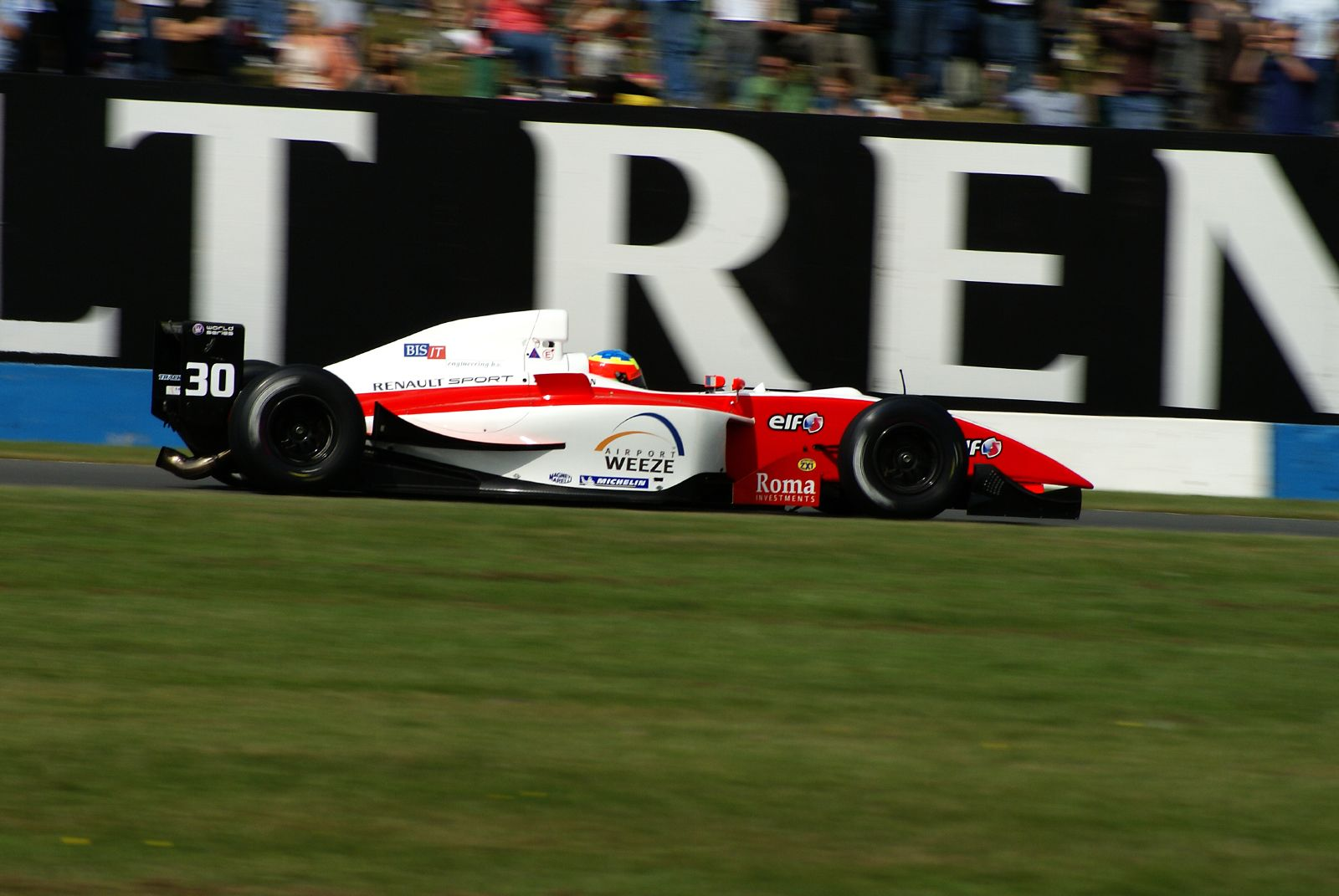
2007-ben a World Series by Renault egy futamán

2002-ben a német Formula König sorozatban versenyzett. A pontversenyt a huszadik helyen zárta.

### Formula–Renault
2003 és 2005 között különböző Formula–Renault-bajnokságokban szerepelt. Részt vett több nemzeti és nemzetközi szériában. 2003-ban harmadikként zárta a brit téli sorozatot, majd 2004-ben a holland bajnokságban lett harmadik.
2007-ben két versenyhétvégén helyettesítette Richard Philippe-et a World Series by Renault-ban. A négy futamon háromszor is pontot érő helyen ért célba, legjobb eredménye a donington parki második futamon elért negyedik pozíció volt.

### Formula–3
2005-ben két futam eréig rajthoz állt a rajthoz állt a brit Formula–3-as bajnokságban, majd 2006-ban már teljes szezont futott ott. Két futamgyőzelmet is szerzett, többször állt dobogón, végül Mike Conway, Oliver Jarvis és Bruno Senna mögött a negyedik helyen zárt a pontversenyben. 2007-ben a Formula–3 Euroseriesben versenyzett.

### GP2

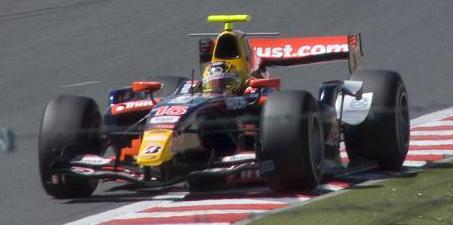
A 2008-as GP2-es francia nagydíjon

2008 óta vesz részt a GP2, valamint a GP2 Asia futamain. A 2008-ban mind a két sorozatban szerzett egy-egy dobogós helyezést. A 2008-2009-es és a 2009-2010-es GP2 Asia versenyein már nem ért el jelentősebb sikereket.

### Superleague Formula
2008 óta állandó résztvevője a Superleague Formula bajnokságnak is. A sorozat első évében a PSV Eindhoven labdarúgócsapat autóját vezette. A kínai Beijing Guoan csapatát képviselő Davide Rigon mögött a második helyen végzett pontversenyben. 2009-ben már az RSC Anderlecht versenyzőjeként negyedik lett. A 2010-es szezonban az AC Milan pilótája.

## Eredményei

### Teljes GP2-es eredménylistája
(Táblázat értelmezése)

(Félkövér: pole-pozícióból indult; dőlt: leggyorsabb kört futott) 

| Év   | Csapat           | 1          | 2          | 3          | 4          | 5          | 6         | 7          | 8         | 9          | 10         | 11      | 12      | 13      | 14      | 15      | 16      | 17      | 18      | 19      | 20      | Helyezés | Pont |
| ---- | ---------------- | ---------- | ---------- | ---------- | ---------- | ---------- | --------- | ---------- | --------- | ---------- | ---------- | ------- | ------- | ------- | ------- | ------- | ------- | ------- | ------- | ------- | ------- | -------- | ---- |
| 2008 | Trust Team Arden | ESP FEA Ki | ESP SPR 10 | TUR FEA 14 | TUR SPR Ki | MON FEA 12 | MON SPR 8 | FRA FEA 12 | FRA SPR 2 | GBR FEA 15 | GBR SPR 10 | GER FEA | GER SPR | HUN FEA | HUN SPR | EUR FEA | EUR SPR | BEL FEA | BEL SPR | ITA FEA | ITA SPR | 20.      | 5    |

### Teljes GP2 Asia eredménylistája
(Táblázat értelmezése)

(Félkövér: pole-pozícióból indult; dőlt: leggyorsabb kört futott) 

| Év      | Csapat                  | 1        | 2        | 3          | 4         | 5           | 6           | 7           | 8          | 9          | 10         | 11       | 12       | Helyezés | Pont |
| ------- | ----------------------- | -------- | -------- | ---------- | --------- | ----------- | ----------- | ----------- | ---------- | ---------- | ---------- | -------- | -------- | -------- | ---- |
| 2008    | Trust Team Arden        | UAE1 FEA | UAE1 SPR | IND FEA    | IND SPR   | MAL FEA 6   | MAL SPR 5   | BHR FEA 9   | BHR SPR 8  | UAE2 FEA 3 | UAE2 SPR 5 |          |          | 9.       | 13   |
| 2008–09 | Ocean Racing Technology | CHN FEA  | CHN SPR  | UAE FEA Ki | UAE SPR C | BHR1 FEA Ki | BHR1 SPR 13 | QAT FEA Ki  | QAT SPR Ni | MAL FEA 5  | MAL SPR 11 | BHR2 FEA | BHR2 SPR | 19.      | 4    |
| 2009–10 | Ocean Racing Technology | ABU1 FEA | ABU1 SPR | ABU2 FEA   | ABU2 SPR  | BHR1 FEA 12 | BHR1 SPR 10 | BHR2 FEA 13 | BHR2 SPR 7 |            |            |          |          | 21.      | 0    |

### Teljes Superleague Formula eredménylistája
(Táblázat értelmezése)

(Félkövér: pole-pozícióból indult; dőlt: leggyorsabb kört futott) 

| Év   | Csapat            | Kiszolgáló        | 1   | 1   | 2   | 2   | 3   | 3   | 4   | 4   | 5   | 5   | 6   | 6   | Helyezés | Pont |
| ---- | ----------------- | ----------------- | --- | --- | --- | --- | --- | --- | --- | --- | --- | --- | --- | --- | -------- | ---- |
| 2008 | PSV Eindhoven     | Azerti Motorsport | DON | DON | NÜR | NÜR | ZOL | ZOL | EST | EST | VAL | VAL | JER | JER | 2.       | 337  |
| 2008 | PSV Eindhoven     | Azerti Motorsport | 4   | 8   | 10  | 1   | 7   | 3   | 9   | 8   | 10  | 3   | 8   | 9   | 2.       | 337  |
| 2009 | R.S.C. Anderlecht | Zakspeed          | MAG | MAG | ZOL | ZOL | DON | DON | EST | EST | MOZ | MOZ | JAR | JAR | 4.       | 305  |
| 2009 | R.S.C. Anderlecht | Zakspeed          | 2   | 5   | 8   | 14  | 16  | D   | 4   | 4   | 6   | 6   | 1   | 15  | 4.       | 305  |

Teljes Super Final eredménylistája
| Év   | Csapat                     | 1     | 2       | 3      | 4     | 5       | 6     |
| ---- | -------------------------- | ----- | ------- | ------ | ----- | ------- | ----- |
| 2009 | R.S.C. Anderlecht Zakspeed | MAG 4 | ZOL N/A | DON Nk | EST 4 | MOZ N/A | JAR 1 |

2010
| Év   | Csapat     | Kiszolgáló | 1   | 1   | 1   | 2   | 2   | 2   | 3   | 3   | 3   | 4   | 4   | 4   | 5   | 5   | 5   | 6   | 6   | 6   | 7   | 7   | 7   | 8   | 8   | 8   | 9   | 9   | 9   | 10  | 10  | 10  | 11  | 11  | 11  | 12  | 12  | 12  | Helyezés | Pont |
| ---- | ---------- | ---------- | --- | --- | --- | --- | --- | --- | --- | --- | --- | --- | --- | --- | --- | --- | --- | --- | --- | --- | --- | --- | --- | --- | --- | --- | --- | --- | --- | --- | --- | --- | --- | --- | --- | --- | --- | --- | -------- | ---- |
| 2010 | A.C. Milan | Atech      | SIL | SIL | SIL | ASS | ASS | ASS | MAG | MAG | MAG | JAR | JAR | JAR | NÜR | NÜR | NÜR | ZOL | ZOL | ZOL | BRH | BRH | BRH | ADR | ADR | ADR | POR | POR | POR | LOS | LOS | LOS | TBA | TBA | TBA | NAV | NAV | NAV | 2.*      | 515* |
| 2010 | A.C. Milan | Atech      | 2   | 16  | X   | 5   | 7   | 3   | 1   | 7   | 1   | 2   | 10  | 3   | 1   | 8   | 3   | 4   | 5   | 5   | 4   | 12  | 4   | 11  | 4   | X   |     |     |     |     |     |     |     |     |     |     |     |     | 2.*      | 515* |

## Külső hivatkozások
- Hivatalos honlapja
- Profilja a driverdatabse.com honlapon